# Protée (mythologie)
Pour les articles homonymes, voir Protée.
Dans la mythologie grecque, Protée (en grec ancien Πρωτεύς / Prôteús) est une divinité marine, mentionnée en particulier par Homère dans l’Odyssée comme « Vieillard de la Mer » et gardien des troupeaux de phoques de Poséidon. Il est doté du don de prophétie et du pouvoir de se métamorphoser.

## Étymologie
Le nom de Protée semble un dérivé en -eús de « πρῶτος » prōtos, « premier », en rapport avec prōtogonos (πρωτόγονος) le « primordial », le « premier-né », une désignation d'un ancien Feu divin. La première attestation du nom est en grec mycénien, bien qu'il ne soit pas certain s'il fait référence au dieu ou simplement à une personne ; la forme attestée, en linéaire B, est 𐀡𐀫𐀳𐀄, po-ro-te-u,,.

## Mythe
Certaines traditions non homériques de la guerre de Troie (représentées par Hérodote ou Euripide) font de Protée un roi égyptien et lui donnent comme demeure l'île de Pharos, près de l'embouchure du Nil. Sur Pharos, il accueillit Dionysos lors des errances du jeune dieu. Pour cette raison, Victor Bérard avait supposé que son nom ne pouvait être que la transcription de Prouïti, « la Sublime Porte » (une des épithètes des Pharaons).
Selon Philostrate, le fantôme d'Achille aurait déclaré à Apollonios de Tyane, venu honorer son tombeau et lui poser quelques questions à propos de la présence réelle d'Hélène au moment du siège que « Pendant longtemps, nous avons été trompés, au point d'envoyer des ambassades aux Troyens et de combattre à cause d'elle, comme si elle s'était trouvée en Ilion, alors qu'elle vivait en Égypte et dans la maison de Protée, où elle avait entraîné Pâris. Et, lorsque la chose fut connue, nous avons continué à combattre pour la possession de Troie elle-même, afin de ne pas nous retirer déshonorés ». Non seulement, Protée savait tout du passé et du présent, mais encore, il avait le pouvoir de prédire. Et malgré ce don, il se gardait bien de partager facilement son savoir. Pour le consulter, il fallait le capturer par surprise durant sa sieste de midi car, à ce moment-là, il gagnait les grottes creuses en compagnie des phoques pour s'abriter des chaleurs du jour. Et même capturé, il pouvait encore prendre toutes les formes physiques qu'il voulait afin de s'échapper.

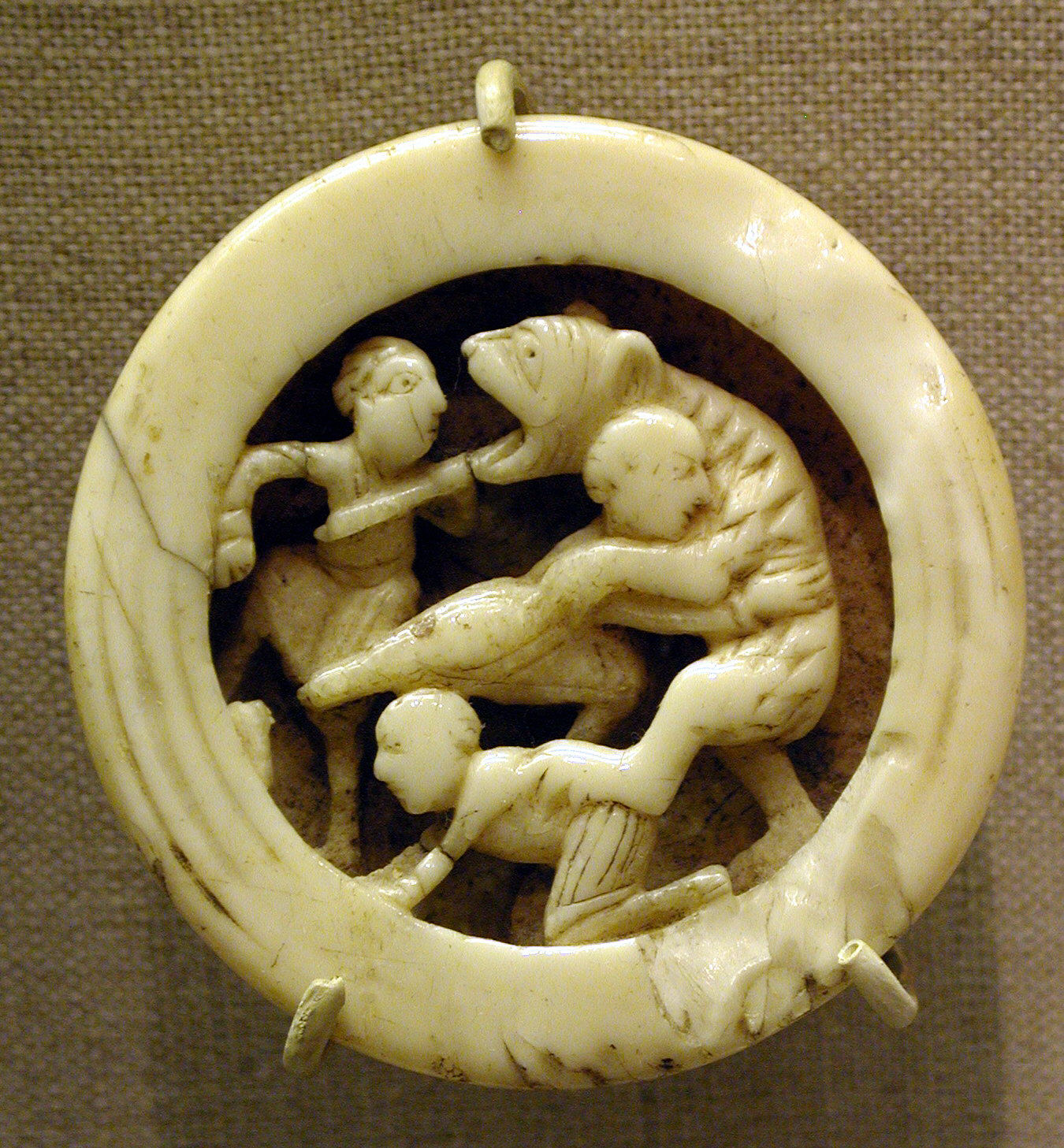
Pièce de jeu représentant Ménélas et ses compagnons combattant Protée. Nord de la France. Pièce de jeu, ivoire de morse, vers 1125-1150

Dans l’Odyssée, Ménélas raconte à Télémaque qu'il y fut encalminé sur le chemin du retour à Sparte après la guerre de Troie. La fille de Protée lui révéla comment forcer son père à lui dire lequel des dieux il avait offensé et comment il pourrait se racheter pour rentrer chez lui. Il se cacha parmi les phoques de Protée et quand celui-ci émergea de la mer pour dormir parmi eux, Ménélas parvint à le capturer. Afin d'échapper à son assaillant, Protée prit tour à tour la forme d'un lion, d'un serpent, d'un léopard, d'un cochon et même de l'eau et d'un arbre. Mais ces métamorphoses furent vaines et il dut répondre aux questions de Ménélas. Ce dernier apprit ainsi également que son frère Agamemnon avait été tué à son retour chez lui, et qu'Ajax le Petit était mort dans un naufrage.
Les abeilles d'Aristée, fils d'Apollon, étaient toutes mortes d'une maladie apportée par les dryades. Aristée demanda secours à Cyrène, sa mère. Celle-ci lui dit que Protée pouvait lui apprendre comment éviter un autre désastre de la sorte, mais seulement s'il en était forcé. Aristée devait immobiliser le dieu peu importe la forme qu'il prendrait. Ainsi, Protée dut l'informer qu'il devait sacrifier un taureau aux dieux, laisser la carcasse sur les lieux du sacrifice et y retourner après trois jours. Quand Aristée revint à cet endroit, il trouva un essaim d'abeilles dans la carcasse et la rapporta dans son rucher. Les abeilles ne connurent plus jamais la maladie.
Protée eut plusieurs enfants. Selon Homère, celle qui porta secours à Ménélas se nommait Idothée. Apollodore mentionne Polygonos et Télégonos, qui défièrent Héraclès à Torone et qui furent tués. De plus, selon Philostrate (I, 4), la mère d'Apollonios de Tyane eut la vision de Protée en rêve, qui lui annonça une naissance. Quand elle lui demanda de quoi elle accoucherait, le Vieillard de la mer répondit simplement : « De moi. »
Le Liber monstrorum, catalogue de peuples et créatures légendaires anonyme du VIIIe siècle, donne quelques détails supplémentaires :
« On dit aussi que Protée, avec son corps bleu azur, aurait été transporté nu à travers la mer sur un char tiré par des chevaux à deux jambes, qu'il aurait dominé toutes sortes de poissons et qu'il aurait pu se transformer en toutes sortes de créatures. »

## Démythification
Selon Sur la danse de Lucien de Samosate, Protée était danseur : habile dans la pantomime, il s'assimilait à tout et prenait toutes sortes de formes ; par la rapidité de ses mouvements, il imitait tout ce qu'il voulait.

## Interprétation
Protée, Thétis et les « Vieux de la mer » ont un trait commun avec certains représentants du Feu divin : les métamorphoses. Dans l'épisode du « Vieillard de la mer », l'Odyssée nomme les phoques de Protée « népodes de la belle Halosydnē (Thétis) », soit les « rejetons de la déesse de la mer » Le Rejeton des Eaux est une figure mythique indo-européenne basé sur le motif du Feu divin qui se cache dans les eaux.

## Postérité
La tragédie Hélène d'Euripide fait mention de Protée, un roi d'Égypte qui épousa la Néréide Psamathée, bien que la plupart des traditions aient donné à cette dernière le roi Éaque comme époux. Dans cette tragédie, le personnage Théoclymémos était le fils de ce roi et un autre passage suggère l'existence d'une fille, Ido. Protée, que l'on ne voit pas non plus, se rapproche bien peu du « Vieillard de la Mer ».

### Vocabulaire scientifique
Partageant la faculté de changer de forme à l'envi avec d'autres divinités grecques marines, le nom de Protée a servi de radical en latin — et à partir de là dans la plupart des autres langues européennes — pour former des termes comme protéiforme, avec cette connotation de « polymorphisme spontané » en français.
L'entérobactérie Proteus mirabilis, responsable d'infections urinaires chez l'homme, doit son nom au dieu Protée car son aspect en microscopie optique est très polymorphe.
Le protée anguillard (Proteus anguinus), un amphibien urodèle, porte ce nom pour sa capacité à se couvrir de taches sombres si on l'expose à la lumière.
Le syndrome de Protée, dont souffrait Joseph Merrick, alias The Elephant Man, est une maladie caractérisée par des déformations anatomiques.
Par contre, le nom des protéines ne vient pas de Protée, mais du grec prôtos qui signifie « premier ».

### Évocations artistiques
Paul Claudel a composé une pièce de théâtre sous le titre Protée en 1913 mettant en scène le dieu Protée.
Michèle Reverdy s'est inspirée du caractère changeant et trompeur du dieu Protée pour composer en 2008 un trio intitulé Les Jeux de Protée.
Gabriele-Aldo Bertozzi, créateur de l'Inisme, mouvement artistique d'avant-garde, a composé une pièce La Signora Proteo (« Madame Protée ») où l'écriture elle-même est « protéiforme ».
Dans le film Chocolat de Claire Denis (1988), le personnage du boy, joué par Isaach de Bankolé, s'appelle Protée.
Dans le livre Lolita de Vladimir Nabokov, le personnage de Humbert décrit Mc Quilty comme «un véritable Protée de l’autoroute», faisant référence à la capacité de l’antagoniste à changer de voiture discrètement.

### Sources
- Pseudo-Apollodore, Bibliothèque [détail des éditions] [lire en ligne] (II, 5, 9).
- Euripide, Hélène [détail des éditions] [lire en ligne] (v. 36–7).
- Hérodote, Histoires [détail des éditions] [lire en ligne] (II, 110-112, 114–117 et 121).
- Homère, Odyssée [détail des éditions] [lire en ligne] Chant IV (349–570).
- Ovide, Fastes [détail des éditions] [lire en ligne] (I, 367–378).
- Ovide, Métamorphoses [détail des éditions] [lire en ligne] (II, 9 ; VIII, 731 ; XI, 221-224 et 255 ; XIII, 918).
- Philostrate, Vie d'Apollonius de Tyane (I, 4 ; IV, 16).
- Virgile, Géorgiques [détail des éditions] [lire en ligne] (IV, 387–529).